# 卜智謙
卜 智謙（ボク・チギョム、朝鮮語: 복 지겸、生没年不詳）は、高麗の武将で、開国功臣の一人。本貫は沔川卜氏。

## 人物
家系は新羅末期に海賊を平定して民を保護したという唐出身の卜学士の末裔。初名は「卜沙貴」、「卜砂瑰」。後高句麗の弓裔に仕えていたが、王建の配下となり、高麗建国初期に謀反者を鎮圧して政権の安定に寄与した。洪儒、裵玄慶、朴述熙、申崇謙らとともに開国一等功臣に列して、太祖王建の廟庭に祀られた。諡号は武恭。994年太師を追贈された。 